# Un secret bien gardé
Pour plus de détails, voir Fiche technique et Distribution.
Un secret bien gardé (Can You Keep a Secret?) est une comédie romantique américaine réalisée par Elise Duran, sortie en 2019. C'est l'adaptation du roman Les Petits Secrets d'Emma de Sophie Kinsella.

## Synopsis
Emma Corrigan, responsable marketing, a des petits secrets. Elle effectue son premier voyage d'affaires à Chicago. Sur le chemin du retour, son avion traverse une zone de turbulences. Paniquée, elle fait alors quelques confidences à son voisin. Elle apprendra le lendemain que cet homme est en fait le PDG de la société pour laquelle elle travaille.

## Fiche technique
- Titre original : Can You Keep a Secret?
- Titre français : Un secret bien gardé
- Réalisation : Elise Duran
- Scénario : Peter Hutchings et Sophie Kinsella, d'après le roman Les Petits Secrets d'Emma de Sophie Kinsella
- Montage : Nathaniel Krause et Jason Nicholson
- Musique : Jeff Cardoni
- Photographie : Autumn Eakin
- Production : Claude et Brice Del Farra, Brian Keady
- Sociétés de production : BCDF Pictures, Embankment Films, 120dB Films et Big Indie Films
- Société de distribution : Vertical Entertainment
- Pays :  États-Unis
- Format : couleur
- Genre : comédie romantique
- Durée : 95 minutes
- Dates de sortie : 
  - États-Unis : 13 septembre 2019
  - France : 14 mai 2020 (VOD)

## Distribution
- Alexandra Daddario (VF : Nathalie Aranda) : Emma Corrigan
- Tyler Hoechlin (VF : Grégory Quidel) : Jack Harper
- Kimiko Glenn (VF : Annie Kavarian) : Gemma
- Sunita Mani : (VF : Sandra Chartraire) Lissy
- Laverne Cox (VF : Cléo Anton): Cybill
- Judah Friedlander : Mick
- Kate Easton (VF : Anne Sophie Denis) : Artemis
- Bobby Tisdale : Doug
- Sam Asghari : Omar
- James Lipsius (VF : Vincent Lecompte) : Nick
- David Ebert (VF : François Bergeron) : Connor
- Robert King (VF : Yannick Faisse) : Casey